# Ferencsik János
Ferencsik János (Budapest, 1907. január 18. – Budapest, 1984. június 12.) kétszeres Kossuth-díjas magyar karmester, korrepetitor, az Operaház főzeneigazgatója (1957–1973, 1978–1984) és a Magyar Állami Hangversenyzenekar vezetője (1953-tól haláláig), a Budapesti Filharmóniai Társaság Zenekarának elnök-karnagya (1960–1967); a Nemzeti Zenede tanára, főiskolai tanár.

## Élete
Édesapja, id. Ferencsik János miniszteri számtanácsos az első világháborúban, 1915-ben, az olasz fronton esett el. Édesanyja őt és öccsét hadiárvaként, nagy szegénységben nevelte fel. 10 éves korától Bodrogi Lajos alsó-krisztinavárosi egyházi karnagy foglalkozott vele, az orgonajáték mellett a klasszikus összhangzattan rejtelmeibe is beavatta. Hegedűtanulmányait Hoppe István, az akkori Városi, ma Erkel Színház koncertmestere irányította. Később Sugár Viktor felvette a Nemzeti Zenedébe. Lajtha László professzortól tanult zeneszerzést, Fleischer Antal karmester hangszerelésre és partitúraolvasásra tanította. 1925-ben érettségizett, 1927-ben végzett a Nemzeti Zenedében, s még abban az évben az Operaház fizetés nélküli korrepetitora lett.
1930-ban vezényelt először nyilvánosan (Rimszkij-Korszakov: Seherezáde, balett, bemutató előadás). 1930–31-ben a Bayreuthi Ünnepi Játékok korrepetitora, s ott volt Arturo Toscanini minden zenekari próbáján. Később több nyarat töltött Salzburgban, aktív zenei munkával. 1930-tól tanított a Nemzeti Zenedében, kezdetben énekeseket korrepetált, később átvette Fleischer Antaltól a karmesterképző irányítását.
1932-től hangversenyezett a Székesfővárosi Zenekarral; több mint ezerkétszázszor dirigálta e zenekart, ill. utódját, az Állami Hangversenyzenekart. 1936-ban, Liszt Ferenc halálának 50. évfordulóján Bayreuthban, az Operaház együttese élén a Szent Erzsébet legendáját dirigálta, a következő évben Kölnben Beethoven Fideliót vezényelte. 1938-tól már sokat vezényelt Bécsben és Budapesten is olyan szólistákkal, mint Bronislav Huberman és Szigeti József hegedűművész.
1940-ben Bartók Béla és Pásztory Ditta búcsúhangversenyét vezényelte a Zeneakadémián. 1942-ben a milánói Scalában dirigálta A csodálatos mandarint, három évvel megelőzve a budapesti előadást.
A nyilas uralom alatt nem nyúlt a karmesteri pálcához. 1945. március 10-én és 11-én az Erzsébetvárosi Körben vezényelte a Székesfővárosi Zenekart, március 17-én és 18-án a bombasérült Zeneakadémián; mindegyik koncertjén szerepelt Bartók egy-egy műve. 1945-től a Rádiózenekar vezetője volt, decemberben vezényletével bemutatták Bartók Béla A csodálatos mandarin c. színpadi művét.
1946-ban Bécsben vezényelt, és az újjászervezett Székesfővárosi Zenekarral Prágában. 1948-tól 1950-ig állandó kapcsolatban állt a bécsi operatársulattal. Vezényelte a Lohengrint, az Aidát, a Traviatát, a Don Carlost, az Otellót, a Tannhäusert, a Don Giovannit, a Carment, a Figaro házasságát, a Turandotot, a Borisz Godunovot, A bolygó hollandit, a Rigolettót stb.
1953-tól az operaház és a Magyar Állami Hangversenyzenekar főzeneigazgatója. 1950 utáni első nyugati útjára csak 1957-ben került sor. Ettől kezdve beutazta az egész világot: Afrika kivételével valamennyi földrészen járt. Kétévenként hosszan tartó körútra indult az Állami Hangversenyzenekarral az NSZK városaiba, Angliába, Ausztriába, Olaszországba, Svájcba; gyakran szerepeltek a Szovjetunióban. Többször járt az USA-ban, Kanadában, Dél-Amerikában, Japánban és Ausztráliában.

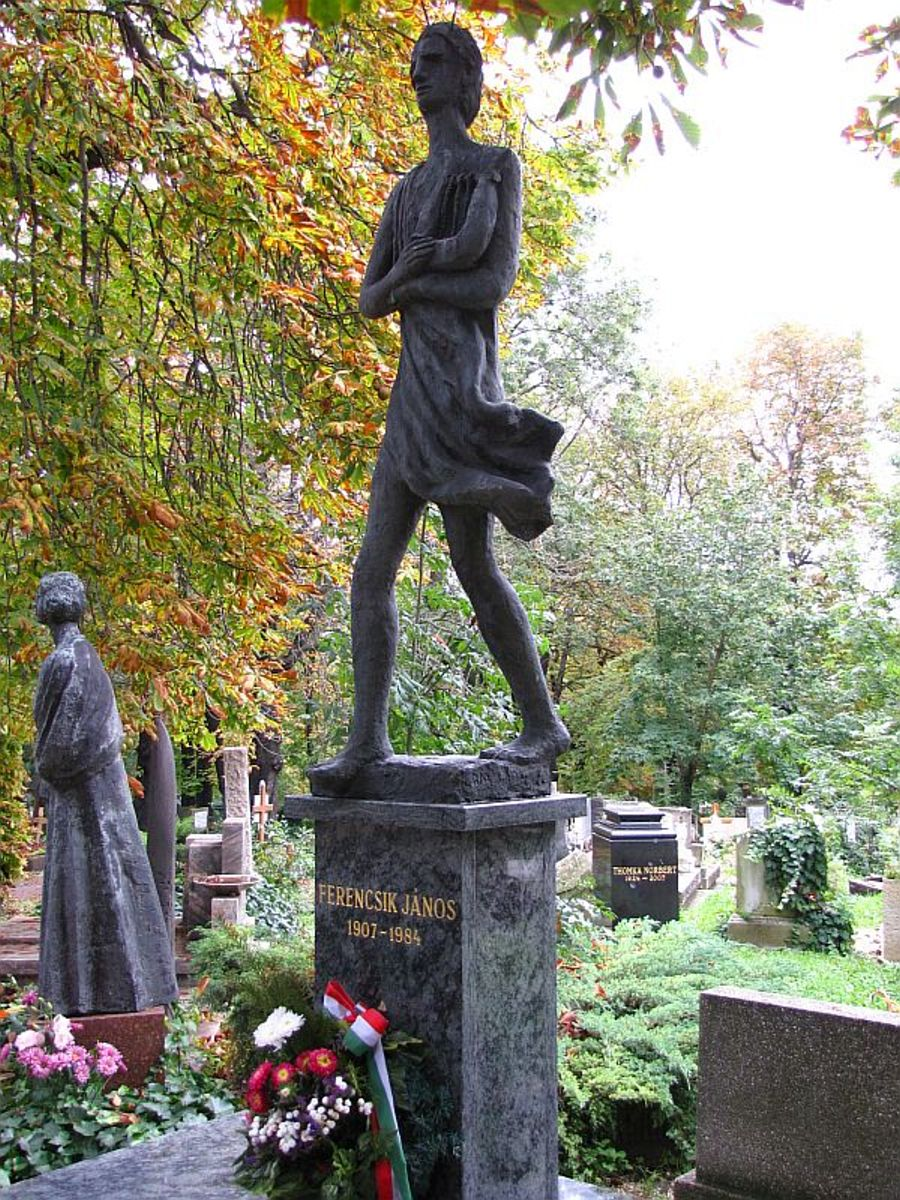
Ferencsik János sírja Budapesten. Farkasréti temető: 25-10-13/14. Borsos Miklós alkotása

Művészi alkatához a bécsi klasszikusok álltak a legközelebb, és mindenek fölött a két legnagyobb modern magyar zeneszerző: Bartók és Kodály Zoltán. Az új muzsika befogadója és tolmácsolója volt. Bartók Béla, Kodály Zoltán, Weiner Leó, Lajtha László és Dohnányi Ernő mellett 28 kortárs magyar zeneszerző műveit mutatta be. Ő adta elő Ránki György Pomádé királyát, Leoš Janáček Katja Kabanováját, Alban Berg Wozzeckjét, Benjamin Britten Peter Grimesát, Humperdinck, Poldini, Franz Schmidt, Rimszkij-Korszakov, Ermanno Wolf-Ferrari, Siklós Albert, Polgár Tibor műveit is.
A zenekultúrának egyik legkimagaslóbb alakja, művészetét rendkívüli stílusbiztonság, a nemes előadói hagyományok továbbvitele jellemzi. Elévülhetetlen érdemeket szerzett a magyar zene nemzetközi népszerűsítésével is. Neve fémjelzi (Klemperer mellett) a budapesti operaház háború utáni működését. Lemezfelvételei külföldi kitüntetésekben részesültek.

## Emlékdíj
1986-ban alapították Forgách József balettművész kezdeményezésére a Ferencsik János-emlékdíjat, amelyet először 1987. január 18-án (a karmester születésének 80. évfordulóján) adtak át. Az emléklap tervezése Reich Károly munkája; kiemelkedő hangszeres művészeknek és karmestereknek ítélik oda. Páratlan években a Nemzeti Filharmonikus Zenekar (korábban Állami Hangversenyzenekar, ÁHZ), páros években pedig a Magyar Állami Operaház Zenekarának tagja kaphatja meg az évad legjobb művészi teljesítményéért és példamutató emberi magatartásáért. 2004-től minden évben a Magyar Állami Operaház Zenekarának egy tagja kaphatja. Alapításakor a díjazott egy hónapos külföldi tanulmányúton vehetett részt.

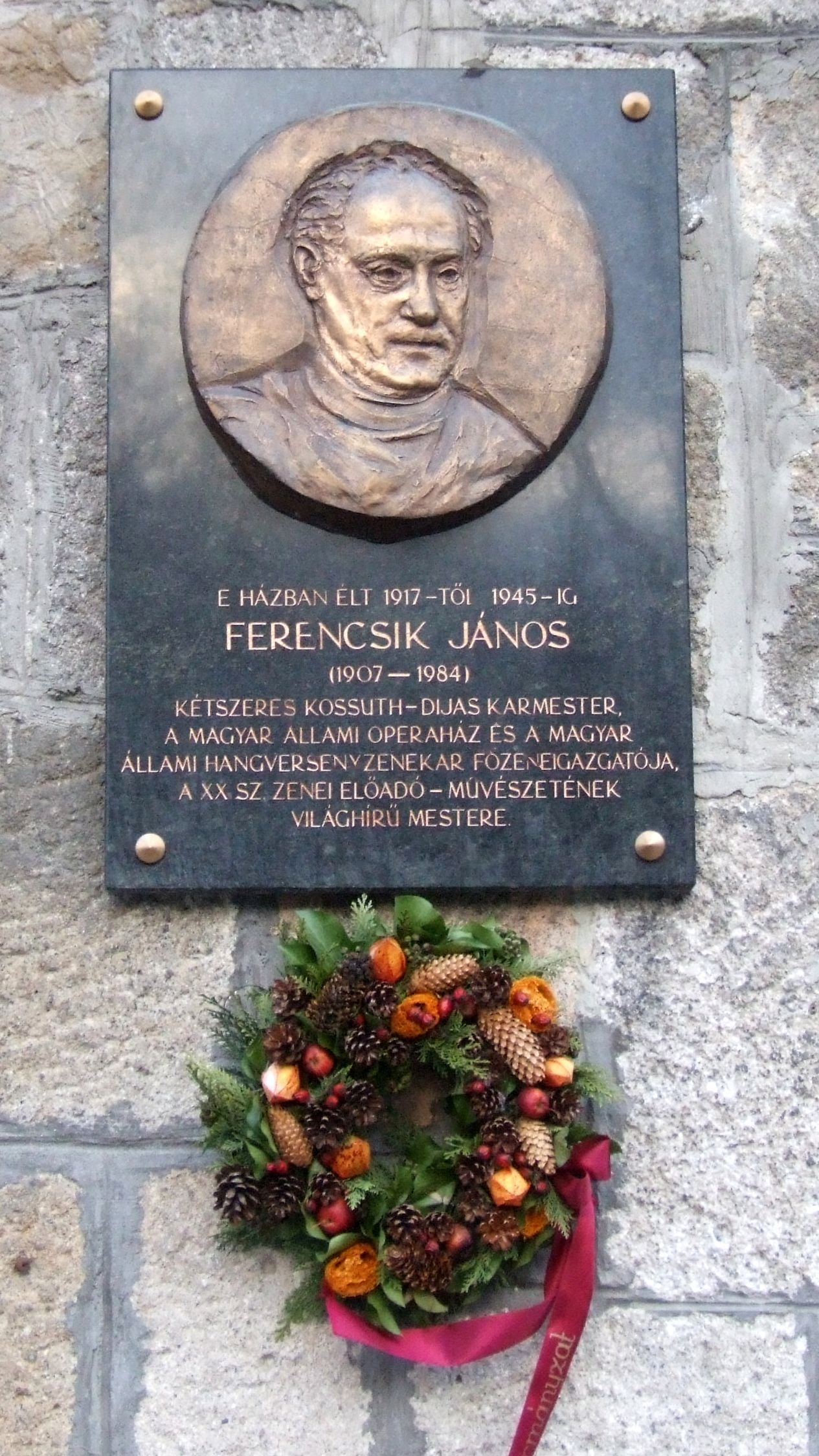
Emléktáblája:
I. kerület
Attila út 107.

## Díjai, kitüntetései
- Kossuth-díj (1951, 1961)
- Érdemes művész (1952)
- Kiváló művész (1954)
- Bartók–Pásztory-díj (1986) (posztumusz)
- Magyar Örökség díj (2000) (posztumusz)